# روبن جيمس فرانكلين
روبن جيمس ميلروي فرانكلين (بالإنجليزية: Robin James Milroy Franklin)‏ هو عالم أعصاب بريطاني وباحث في الخلايا الجذعية.

## سيرة ذاتية
ولد روبن جيمس ميلروي فرانكلين في بلدة بارنت بمقاطعة هيرتفوردشاير في المملكة المتحدة في 25 أغسطس 1962. التحق بصفوف كلية لندن الجامعية حيث حصل على بكالوريوس علم الأعصاب عام 1985، وبكالوريوس الطب البيطري من الكلية الملكية البيطرية في لندن عام 1988، ثم نال دكتوراه في علم الأعصاب من جامعة كامبريدج عام 1992. وقد أمضى معظم حياته المهنية في جامعة كامبريدج حيث بدأ كباحث في عام 1991، فتدرج فيها إلى أن حصل على الأستاذية في عام 2005 في كلية علم الأحياء بجامعة كامبريدج. واعتبارًا من عام 2014 إلى الآن يعمل في مجلس ويلكوم ترست للبحوث الطبية بمعهد كامبريدج للخلايا الجذعية، ومديراً لمركز كامبريدج التابع لجمعية إصلاح الميالين العصبي بالمملكة المتحدة. وبروفسورا لطب الخلايا الجذعية في الكلية السريرية بالجامعة.
منذ عام 1995 كان زميلًا في كلية بيمبروك في كامبريدج.
في عام 2017 حصل على جائزة بارنسيك الدولية وحصل في عام 2021 على جائزة الملك فيصل العالمية مناصفة مع ستيفن ستريتماتر لإسهاماتهما في الطب التجديدي في الأمراض العصبية. وهو زميل أكاديمية العلوم الطبية.

## أبحاثه وإسهاماته
ينصب اهتمام فرانكلين في أبحاثه على دراسة كيفية استجابة الخلايا الجذعية للإصابة في دماغ البالغين، وإسهامها في تجديد الجهاز العصبي المركزي، وتحديداً استعادة طبقة المايلين على المحاور التي فقدها الجهاز العصبي بسبب الإصابة. ويبحث فرانكلين كذلك في العوامل البيئية والداخلية (النسخ الوراثي، علمُ التَّخَلُّق) التي تتحكم في تمايز هذه الخلايا الجذعية إلى الخلايا الدبقية قليلة التغصن والخلايا الدبقية الأخرى، كما أنه يدرس استجابة الخلايا الجذعية العصبية لدى البالغين للشيخوخة.
ولفرانكلين مساهمات مبتكرة وبارزة في دراسة بيولوجيا الميالين أدت إلى تطبيقات مهمة في علم الأعصاب السريري، وخاصة التصلب اللويحي. وهو رائد بيولوجيا إعادة الميالين على مستوى العالم حيث شملت إسهاماته الأساسية:
1. تحديد دور استجابة المناعة الطبيعية
2. تحديد آثار الشيخوخة، وكيف يمكن عكسها
3. تنشيط ومرونة الخلايا الجذعية للجهاز العصبي المركزي بعد الإصابة
4. التحكم بالنسخ والتخلق الجيني لتمايز الخلايا الجذعية الخاصة بالجهاز العصبي المركزي
5. إثبات إعادة الميالين عن طريق زرع الخلايا الدبقية قليلة التغصن وخلايا الغلاف الشمي

وقد نتج عن زرع الخلايا الدبقية قليلة التغصن وخلايا الغلاف الشمي تجربة سريرية ناجحة في إصابات الحبل الشوكي، حيث كان لفرانكلين دور رئيس فيها.  ساهمت أعماله وأبحاثه في زيادة حظوظ إمكانية العلاج بعقاقير معززة لإعادة الميالين، التي لها أثر على مجموعة كبيرة من حالات الجهاز العصبي المركزي وليس فقط على التصلب اللويحي. تعد دراساته حول خصائص تحسين إعادة الميالين للميتفورمين ومستقبلات ريتينويد إكس، أساساً للتجارب السريرية الحالية في هذا المجال.
نشر روبن فرانكلين عددا من الأبحاث والمقالات، نذكر منها:
إلى جانب كريستوفر إي ماكموران: تنظم الكائنات الحية الدقيقة الاستجابات الالتهابية للفئران لإزالة الميالين التي يسببها السموم ولكن لها تأثير ضئيل على إعادة الميالين،
إلى جانب مايكل سيغل وثلة آخرون: صلابة مكانة تكمن وراء شيخوخة الخلايا السلفية للجهاز العصبي المركزي.
إلى جانب تشارلز فرنش: تجديد المايلين في الجهاز العصبي المركزي - من الآليات إلى الأدوية التجريبية.
إلى جانب يوفان دوميروسكي: تعزز الخلايا التائية التنظيمية تجديد المايلين في الجهاز العصبي المركزي.
إلى جانب مالغورزاتا زوادزكا: إنتاج الخلايا السلفية الدبقية المقيمة في الجهاز العصبي المركزي/الخلايا الجذعية لخلايا شوان وكذلك الخلايا الدبقية قليلة التغصن أثناء إصلاح إزالة الميالين في الجهاز العصبي المركزي.

## جائزة الملك فيصل العالمية
حاز الأستاذ الدكتور روبن جيمس ميلروي فرانكلين جائزة الملك فيصل في الطب لمبررات منها:
إسهاماته الرائدة والجوهرية في بيولوجية إعادة تشكيل غمد المايلين، حيث حدد المسببات الرئيسة لقيام الخلايا الجذعية في الجهاز العصبي المركزي للبالغين بتشكيل الخلايا قليلة التغصن المكونة للمايلين. كما حدد مساراتها البيولوجية الرئيسة التي يمكن من خلالها التأثير دوائياً على تلك العملية. وبذلك أوجد أساساً علمياً لإجراء دراسات سريرية لتجديد المايلين.

## روابط خارجية
- روبن جيمس فرانكلين منشورات مفهرسة من قبل جوجل سكولار